# Ludność Świnoujścia

## LudnośćŚwinoujścia
- 1875 – 7 977*
- 1880 – 8 478*
- 1890 – 8 508*
- 1905 – 13 272
- 1925 – 18 352*
- 1933 – 20 514*
- 1939 – 26 593*
- 1946 – 5771 (spis powszechny)
- 1950 – 5441 (spis powszechny)
- 1955 – 9329
- 1960 – 16 988 (spis powszechny)
- 1961 – 18 000
- 1962 – 19 000
- 1963 – 20 100
- 1964 – 21 300
- 1965 – 22 369
- 1966 – 23 300
- 1967 – 24 700
- 1968 – 25 600
- 1969 – 26 500
- 1970 – 28 100 (spis powszechny)
- 1971 – 28 800
- 1972 – 31 000
- 1973 – 39 500 (włączono Międzyzdroje)
- 1974 – 40 832
- 1975 – 42 454
- 1976 – 44 200
- 1977 – 45 400
- 1978 – 44 700 (spis powszechny)
- 1979 – 46 000
- 1980 – 47 087
- 1981 – 48 292
- 1982 – 49 116
- 1983 – 49 637
- 1984 – 43 883 (odłączono Międzyzdroje)
- 1985 – 43 730
- 1986 – 43 887
- 1987 – 44 129
- 1988 – 42 594 (spis powszechny)
- 1989 – 42 886
- 1990 – 43 307
- 1991 – 43 555
- 1992 – 43 252
- 1993 – 43 477
- 1994 – 43 189
- 1995 – 43 361
- 1996 – 43 375
- 1997 – 43 492
- 1998 – 43 570
- 1999 – 43 590
- 2000 – 43 697
- 2001 – 43 351
- 2002 – 41 542 (spis powszechny)
- 2003 – 41 188
- 2004 – 41 098
- 2005 – 40 933
- 2006 – 40 819
- 2007 – 40 871
- 2008 – 40 829
- 2009 – 40 765
- 2010 – 40 759
- 2011 – 41 475
- 2012 – 41 457[1]
- 2018 - 41 032[2]

| Rok                       | 2000   | 2006   | 2007   | 2008   | 2012   |
| ------------------------- | ------ | ------ | ------ | ------ | ------ |
| ludność ogółem            | 43 697 | 40 819 | 40 871 | 40 829 | 41 457 |
| mężczyźni                 | 21 597 | 19 796 | 19 811 | 19 770 | 20 069 |
| kobiety                   | 22 100 | 21 023 | 21 060 | 21 059 | 21 388 |
| w wieku przedprodukcyjnym | 9029   | 6874   | 6746   | 6579   | bd     |
| w wieku produkcyjnym      | 29 273 | 27 572 | 27 484 | 27 341 | bd     |
| w wieku poprodukcyjnym    | 5395   | 6373   | 6641   | 6909   | bd     |
| ludność na 1km²           | 224    | 209    | 207    | 207    | bd     |
| kobiet na 100 mężczyzn    | 102    | 106    | 106    | 107    | bd     |
| przyrost naturalny        | -0,9%  | -1,3%  | -0,5%  | -1,1%  | bd     |
| saldo migracji            | -1,1%  | -0,4%  | 1,9%   | 1,0%   | bd     |

## Powierzchnia Świnoujścia
- 1995 – 195,10 km²
- 2006 – 197,23 km²
- 2018 - 202,07 km²[2]